# 洗井沢川

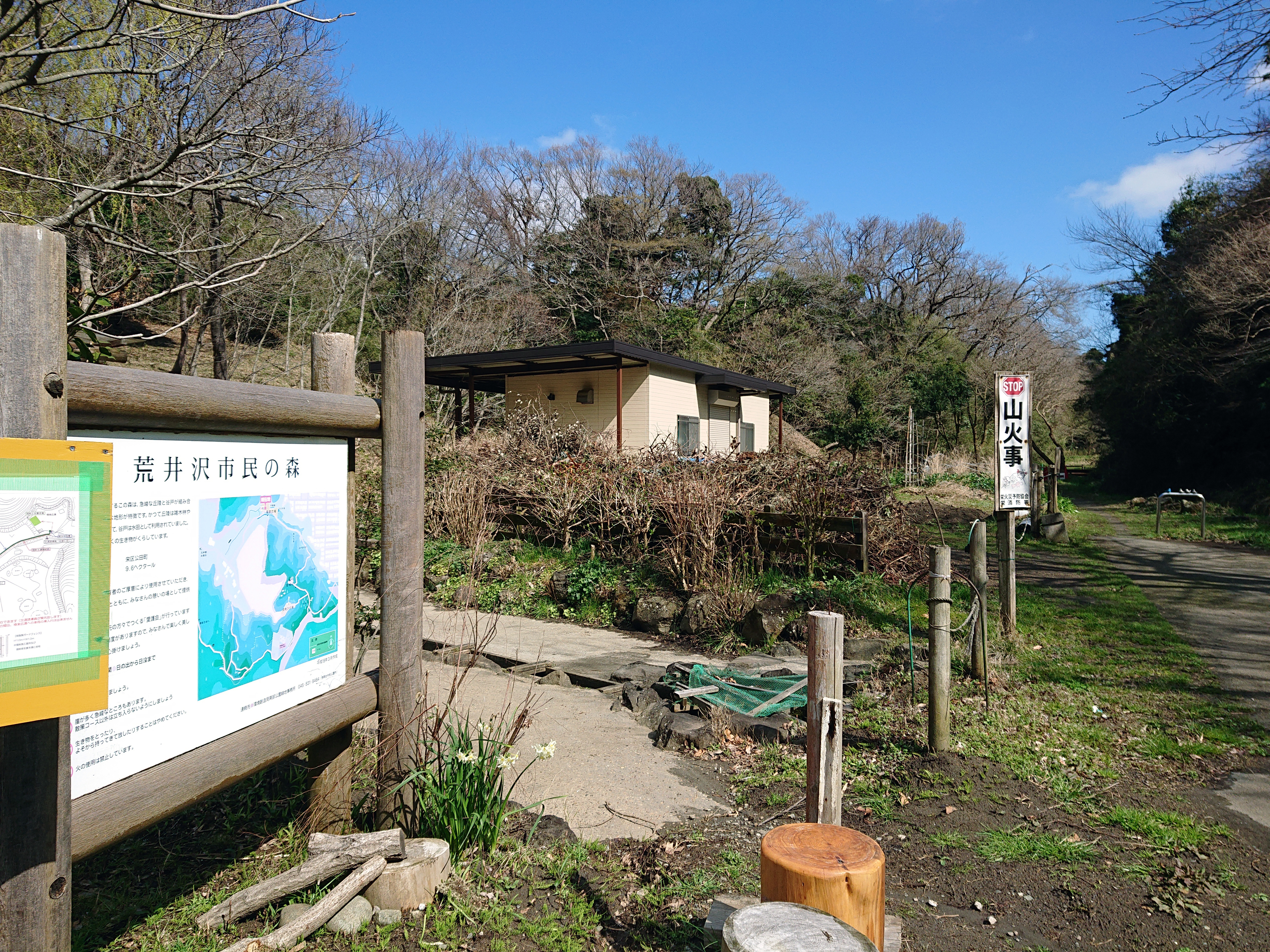
荒井沢市民の森

洗井沢川（あらいさわがわ）は、神奈川県横浜市栄区内を流れる㹨川の支流である。川名は「洗井沢」と書くが、上流水源の市民の森付近は「荒井沢」と書く。断崖絶壁の様子から「横浜のグランド・キャニオン」とも呼ばれる。

## 概要
鎌倉市との境の丘陵地帯に発して北西向きに流れる小川で、下流は「洗井沢川せせらぎ緑道」、上流は「洗井沢小川アメニティ」と呼ばれる散策路である。6月頃ホタルが舞う。栄区桂町の環状4号線天神橋付近で㹨川本流に合流する。
最上流には「荒井沢市民の森」がある。この上流部分は自然豊かな里山だが、落差20～30メートルの断崖絶壁が連なる深山渓谷のような地形が連なり「横浜のグランド・キャニオン」と形容する書籍もある。

## ギャラリー

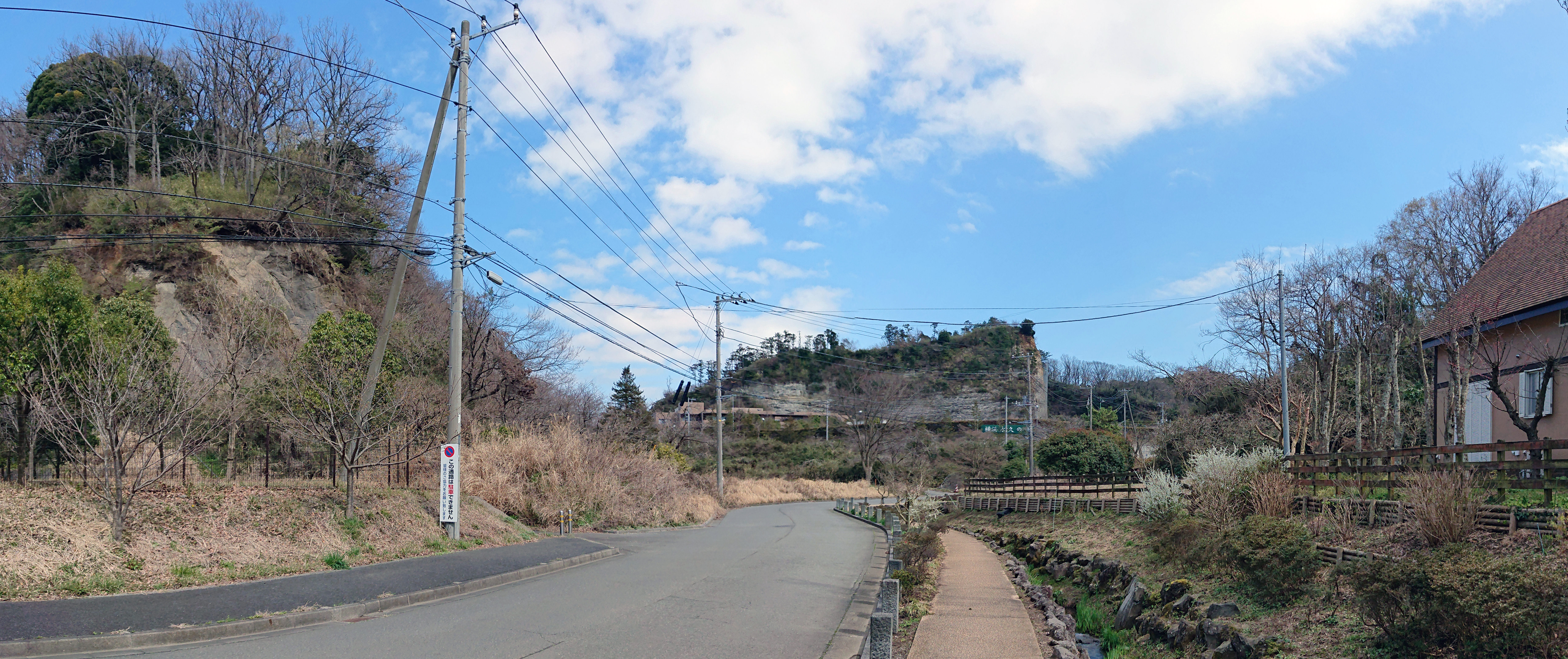
洗井沢川のパノラマ
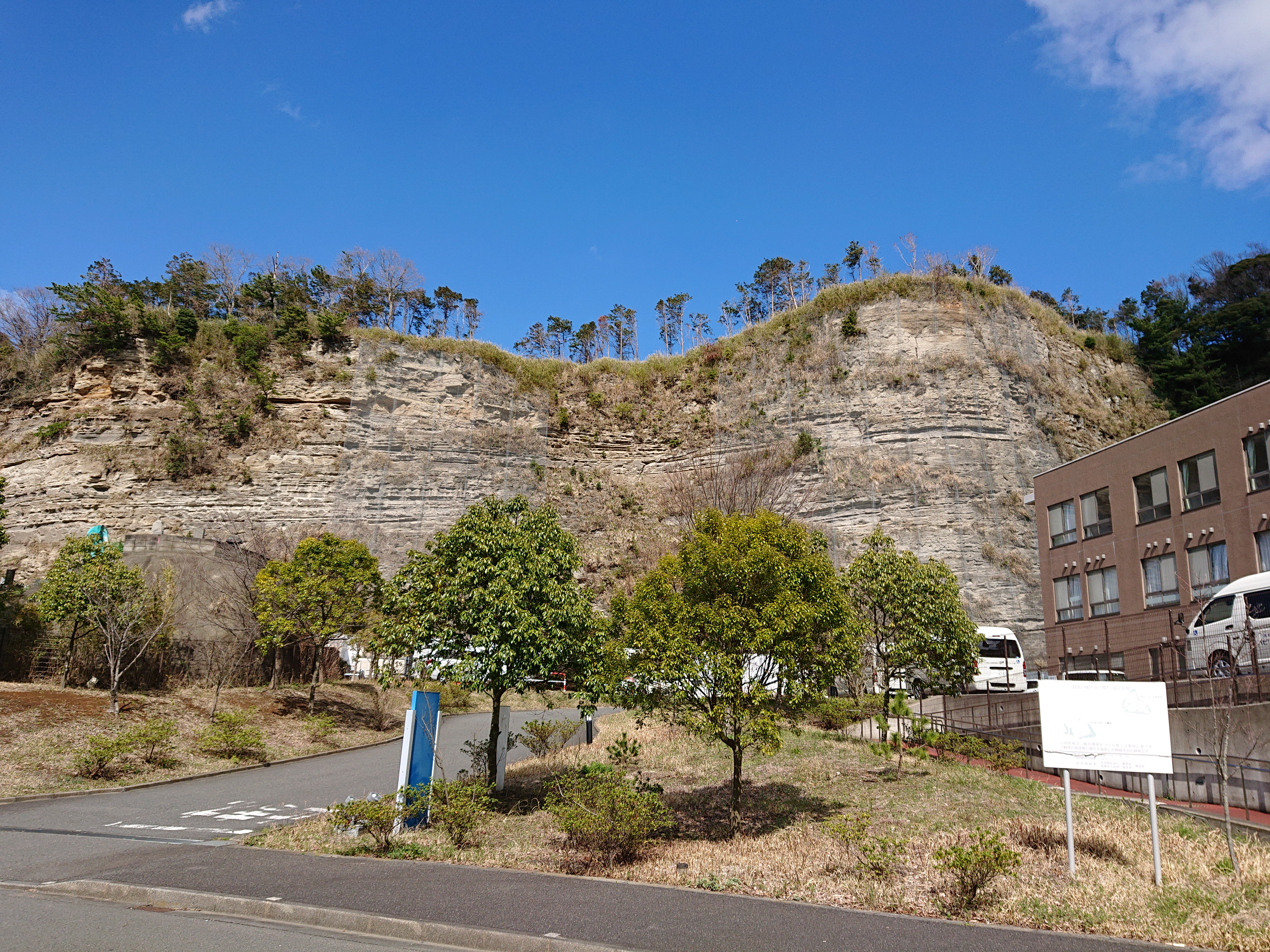
横浜のグランド・キャニオン

## 参考資料
- 栄区地域振興課『栄区郷土史ハンドブック（第5刷）』横浜市 2015年（平成27年）3月